# بارابا، نیو ساوت ولز
بارابا (به انگلیسی: Barraba) یک شهرک در استرالیا است که در نیو ساوت ولز واقع شده‌است.